# Nijirō Murakami
Nijirō Murakami (村上 虹郎?, Murakami Nijirō; Tokyo, 17 marzo 1997) è un attore e doppiatore giapponese.
È conosciuto principalmente per il ruolo di Kaito nel film Still the Water, in competizione per la Palma d'oro al Festival di Cannes nel 2014. Ha inoltre ricevuto riconoscimento a livello internazionale per il ruolo di Shuntarō Chishiya nella serie TV Netflix Alice in Borderland.

## Biografia
Nijiro Murakami è nato il 17 marzo 1997 a Tokyo, Giappone. È l'unico figlio dell'attore Jun Murakami e della cantante Ua. I suoi genitori hanno divorziato quando lui aveva solo nove anni ed è cresciuto con sua madre, il suo patrigno e i suo tre fratellastri più piccoli. Mentre frequentava ancora la scuola preparatoria, si è trasferito ad Okinawa con la sua famiglia. Ha anche studiato per diversi anni a Montréal, in Canada.
Ha debuttato nel 2014 nel ruolo del protagonista Kaito nel film Still the Water, per il quale ha ricevuto il premio come Miglior attore emergente alla 29ª edizione del Takasaki Film Festival. Nel 2015 ha debuttato in televisione nella serie Tenshi no Naifu. Nello stesso anno ha preso parte all'adattamento live-action dell'anime Anohana: The Flower We Saw That Day, e al film Forget Me Not.
Come doppiatore, è maggiormente conosciuto per essere la voce di Hiro Shishigami nell'adattamento anime del manga Inuyashiki.

## Filmografia

### Cinema
- Still the Water (2つ目の窓), regia di Naomi Kawase (2014)
- As the Gods Will (神さまの言うとおり), regia di Takashi Miike (2014)
- Forget Me Not (忘れないと誓ったぼくがいた), regia di Kei Horie (2015)
- Sayonara (さようなら), regia di Kōji Fukada (2015)
- Destruction Babies, regia di Tetsuya Mariko (2016)[9]
- Natsumi no hotaru, regia di Ryūichi Hiroki (2016)
- Kuroi Bōdō, regia di Ken'ichi Ugana (2016)
- Mukoku, regia di Kazuyoshi Kumakiri (2017)[10]
- Nidome no natsu, nidoto aenai kimi, regia di Kenji Nakanishi (2017)
- The Miracles of the Namiya General Store, regia di Ryūichi Hiroki (2017)
- Amy Said, regia di Taishi Muramoto (2017)
- Hanalei Bay, regia di Daishi Matsunaga (2018)
- The Gun, regia di Masaharu Take (2018)
- Chiwawa (チワワちゃん), regia di Ken Ninomiya (2019)
- Aru Sendō no Hanashi (ある船頭の話), regia di Joe Odagiri (2019)
- Rakuen, regia di Takahisa Zeze (2019)
- I Was a "Secret Bitch" ('Kakure bicchi' yattemashita), regia di Kōichirō Miki (2019)
- Sasaki in My Mind, regia di Takuya Uchiyama (2020)[11]
- Soirée, regia di Bunji Sotoyama (2020)
- Last of the Wolves (孤狼の血 LEVEL2), regia di Kazuya Shiraishi (2021)[12]
- Baragaki: Unbroken Samurai (燃えよ剣), regia di Masato Harada (2021)[13]
- Rurouni Kenshin: The Beginning (るろうに剣心 最終章 The Beginning), regia di Keishi Ōtomo (2021)[14]
- Pretenders (プリテンダーズ), regia di Izuru Kumasaka (2021)[15]
- The Hound of the Baskervilles: Sherlock the Movie (バスカヴィル家の犬　シャーロック劇場版), regia di Hiroshi Nishitani (2022)[16]
- Tokyo Revengers 2: Bloody Halloween - Destiny (東京リベンジャーズ2 血のハロウィン編 -運命-), regia di Tsutomu Hanabusa (2023)[17]
- Tokyo Revengers 2: Bloody Halloween - Final Battle (東京リベンジャーズ2 血のハロウィン編 -決戦-), regia di Tsutomu Hanabusa (2023)[17]
- Heartless (モダンかアナーキー), regia di Daichi Sugimoto (2023)[18]
- Kyrie (キリエのうた), regia di Shunji Iwai (2023)[19]
- The Yin Yang Master Zero (陰陽師0), regia di Shimako Satō (2024)[20]

### Televisione
- Tenshi no Naifu (天使のナイフ) - serie TV (2015)
- Anohana: The Flower We Saw That Day (あの日見た花の名前を僕達はまだ知らない。) - serie TV (2015)
- Utsukushiki Mittsu no Uso (女性作家ミステリーズ 美しき三つの嘘) - film TV (2016)
- Shibuya Rei-chōme (SHIBUYA零丁目) - serie TV (2016)
- Botanical Life of Verandar 3 (植物男子ベランダー) - serie TV, 1 episodio (2016)
- Brass Dreams (仰げば尊し) - serie TV (2016)
- Cold Case: Shinjitsu no Tobira (コールドケース ～真実の扉～) - serie TV, 1 episodio (2016)
- Dead Stock (デッドストック～未知への挑戦～) - serie TV (2017)
- Inuyashiki (いぬやしき) - anime (2017)
- The Black Company (ザ・ブラックカンパニー) - serie TV (2018)
- In This Corner of the World (この世界の片隅に) - serie TV, 6 episodi (2018)
- Les Misérables: Owarinaki tabiji (レ・ミゼラブル) - film TV (2019)
- MIU404 - serie TV, 1 episodio (2020)
- Alice in Borderland (今際の国のアリス) - serie TV (2020 - 2022)
- Iki wo Hisomete (息をひそめて) - serie TV (2021)[21]
- Come Come Everybody (カムカムエヴリバディ) - serie TV (2021 - 2022)[22]
- 10 Count to the Future (未来への10カウント) - serie TV (2022)[23]
- Galileoː Forbidden Magic (ガリレオ 禁断の魔術) - film TV (2022)[24]

### Cortometraggi
- Harunareya, regia di Bunji Sotoyama (2017)

### Voce/Doppiaggio
- L'isola dei cani, regia di Wes Anderson (2018)

## Riconoscimenti
- Takasaki Film Festival
  - 2015 - Miglior attore emergente per Still the Water[6]
- Tama Film Awards
  - 2016 - Miglior attore emergente per Sayonara, Destruction Babies, Natsumi no hotaru[25]
  - 2016 - Premio speciale (per tutto il cast) per Destruction Babies[25]
- Kinema Junpo Awards
  - 2017 - Miglior attore emergente per Destruction Babies[26]
- Yokohama Film Festival
  - 2017 - Miglior attore emergente per Destruction Babies[26]
- Awards of the Japanese Academy
  - 2018 - Candidatura come Miglior attore non protagonista per Mukoku[27]
  - 2022 - Candidatura come Miglior attore non protagonista per Last of the Wolves[28]
- Tokyo International Film Festival
  - 2018 - Gemstone Award per The Gun[29]
- Mainichi Film Awards
  - Candidatura come Miglior attore non protagonista per Last of the Wolves[30]